# Henri Parisot (homme politique)
Pour les articles homonymes, voir Henri Parisot et Parisot.
Henri Parisot, né le 5 septembre 1895 à Mirecourt (Vosges) et mort le 3 juin 1984 à Mirecourt, est un homme politique français, sénateur des Vosges de 1952 à 1977.

## Biographie
Négociant en tissus, capitaine de réserve, chef d'escadron en 1945, Henri Parisot s’éteint à la maison de retraite de Mirecourt, après avoir marqué pendant plus de trente ans la vie politique vosgienne au titre de maire de Mirecourt (1947-1971), conseiller général du canton de Mirecourt (1947-1973), conseiller de la République (1952-1959), sénateur des Vosges (1959-1977) et conseiller régional de Lorraine (1974-1977).
Il est nommé secrétaire du Conseil de la République le 4 octobre 1956 et le 3 octobre 1957,.